# Wijet
Ne doit pas être confondu avec Widget.
Première compagnie aérienne de taxi-jet en France.
Wijet était une compagnie aérienne française créée à HEC en 2009, par Corentin Denœud et Alexandre Azoulay,, associés à deux anciens pilotes de l'armée de l'air et de l'aéronavale, Jean-François Hochenauer et Frédéric Daubresse.

## Histoire
Wijet est une société de taxi jet utilisant un prix fixe à l'heure de vol. Le nombre de passagers, les taxes d'aéroport, la période de l'année ou encore les conditions de vol ne sont pas intégrés dans le calcul du prix.
Plus de 85 investisseurs participent au financement initial de la société. La société rassemble au total USD 23 millions d'investissement depuis sa création en 2009. La société compte 130 actionnaires en janvier 2015.
Wijet acquiert Blink en septembre 2016, la licence d'exploitation de Wijet prend fin le 15 décembre 2016, Patrick Hersent remplace Corentin Denœud à la tête de la société.
L'acquisition de Blink n'est pas un succès, les opérations de Blink cessent le 1er juillet 2018 et Patrick Hersent quitte la société.
Wijet change de modèle économique en cessant d'être une compagnie aérienne à part entière (avec certificat de transporteur aérien, gestion des opérations et de la maintenance). Wijet continue de détenir les avions, mais les vols sont effectués par un leader européen de l'aviation privée, Flying Group BV, sous pavillon luxembourgeois, pour le compte de Wijet. Dans le cadre de son redéploiement, Wijet se place volontairement en procédure de sauvegarde le 8 août 2018.
Wijet est placé en liquidation judiciaire le 16 décembre 2019.

## Flotte
La flotte se composait uniquement de Cessna Citation Mustang de 2010 à 2018, des appareils de 4 places.
Afin d'améliorer sa performance opérationnelle, Wijet commande 16 Honda HA-420 HondaJet pour une valeur de 78 millions de dollars en mars 2018. Le premier est réceptionné le  20 mars 2019. Ces appareils sont de 5 places, consomment moins de kérosène, tout en étant plus rapides et plus confortables.
La flotte de Wijet est constituée des avions suivants en août 2019 :

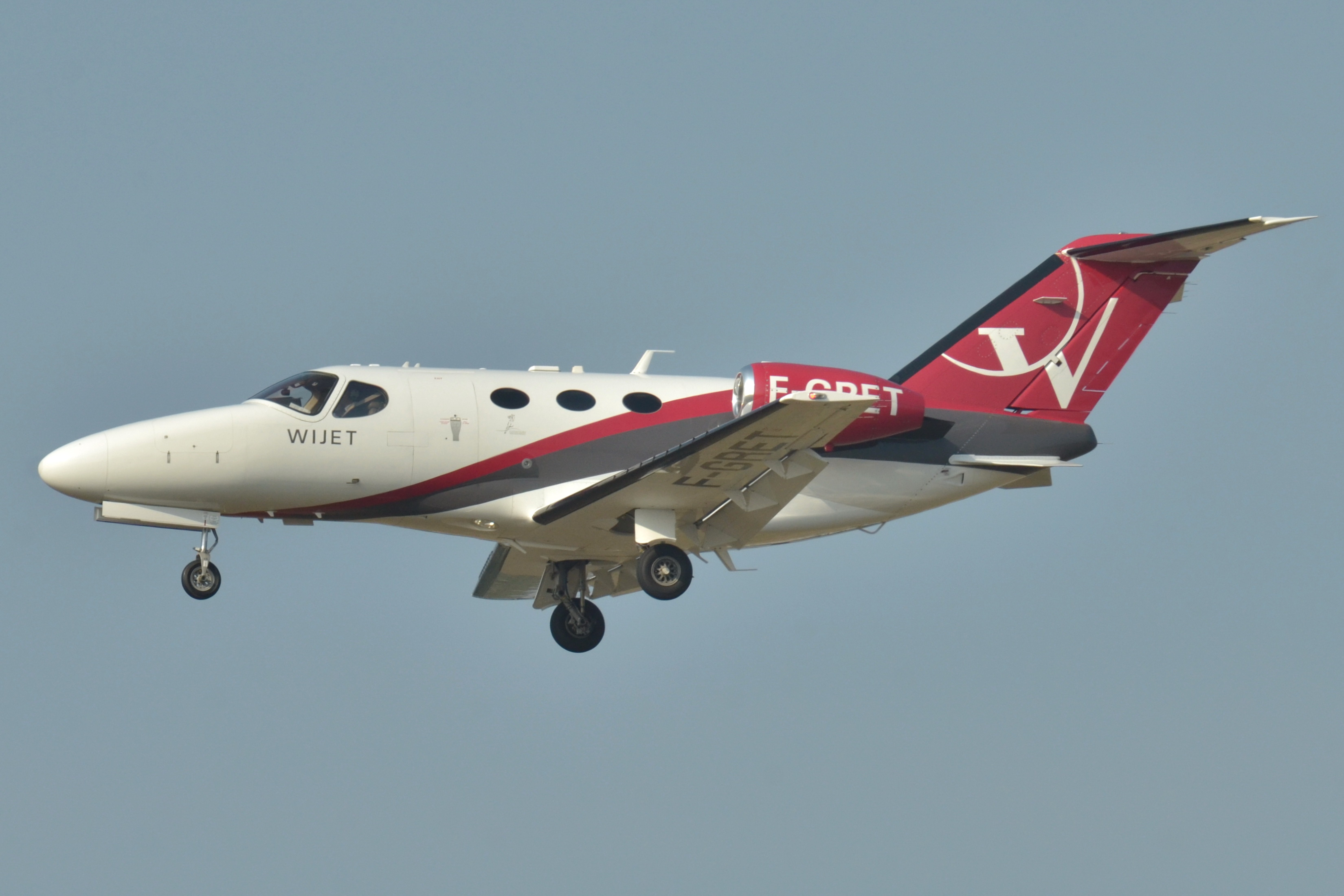
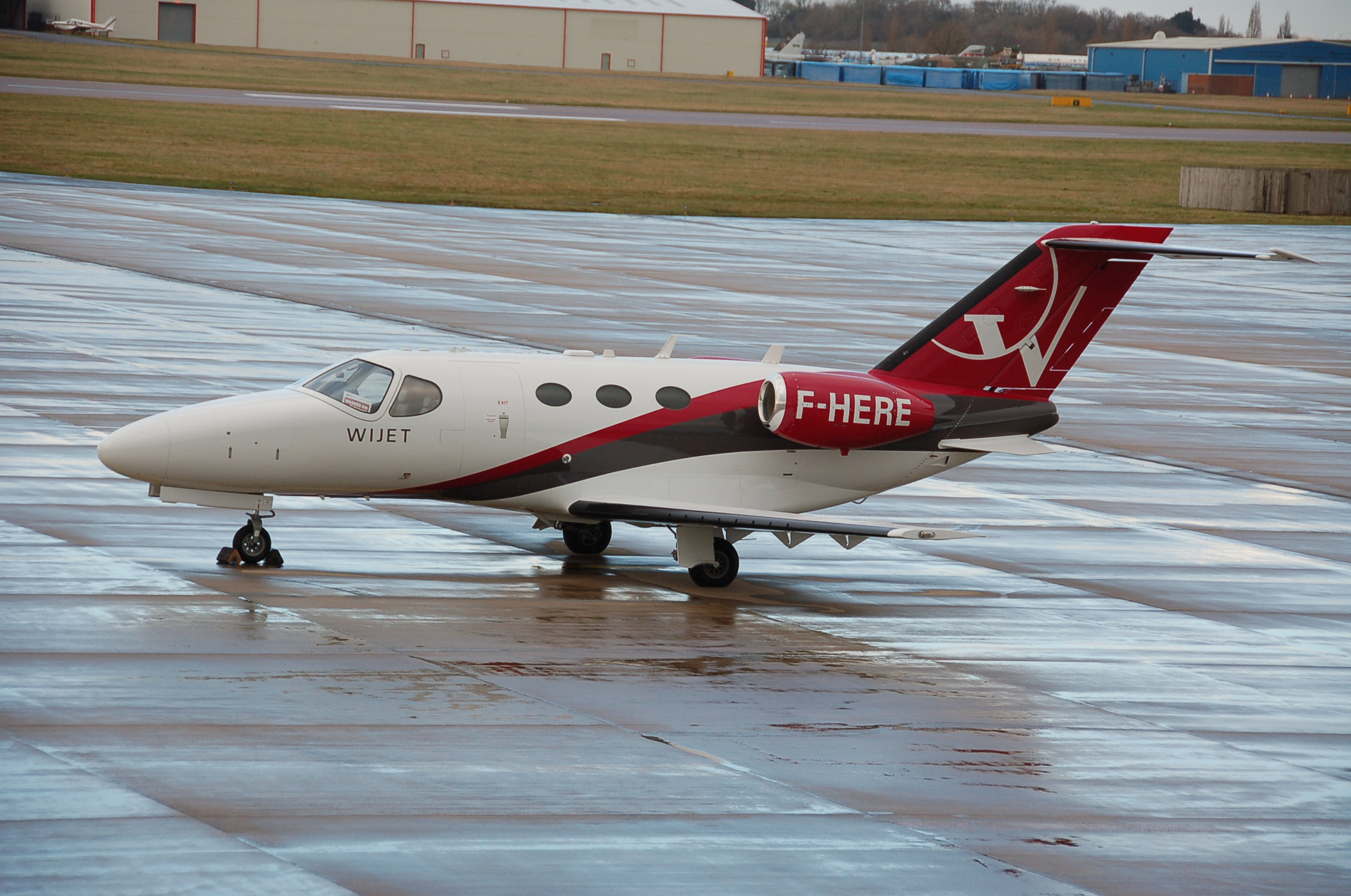
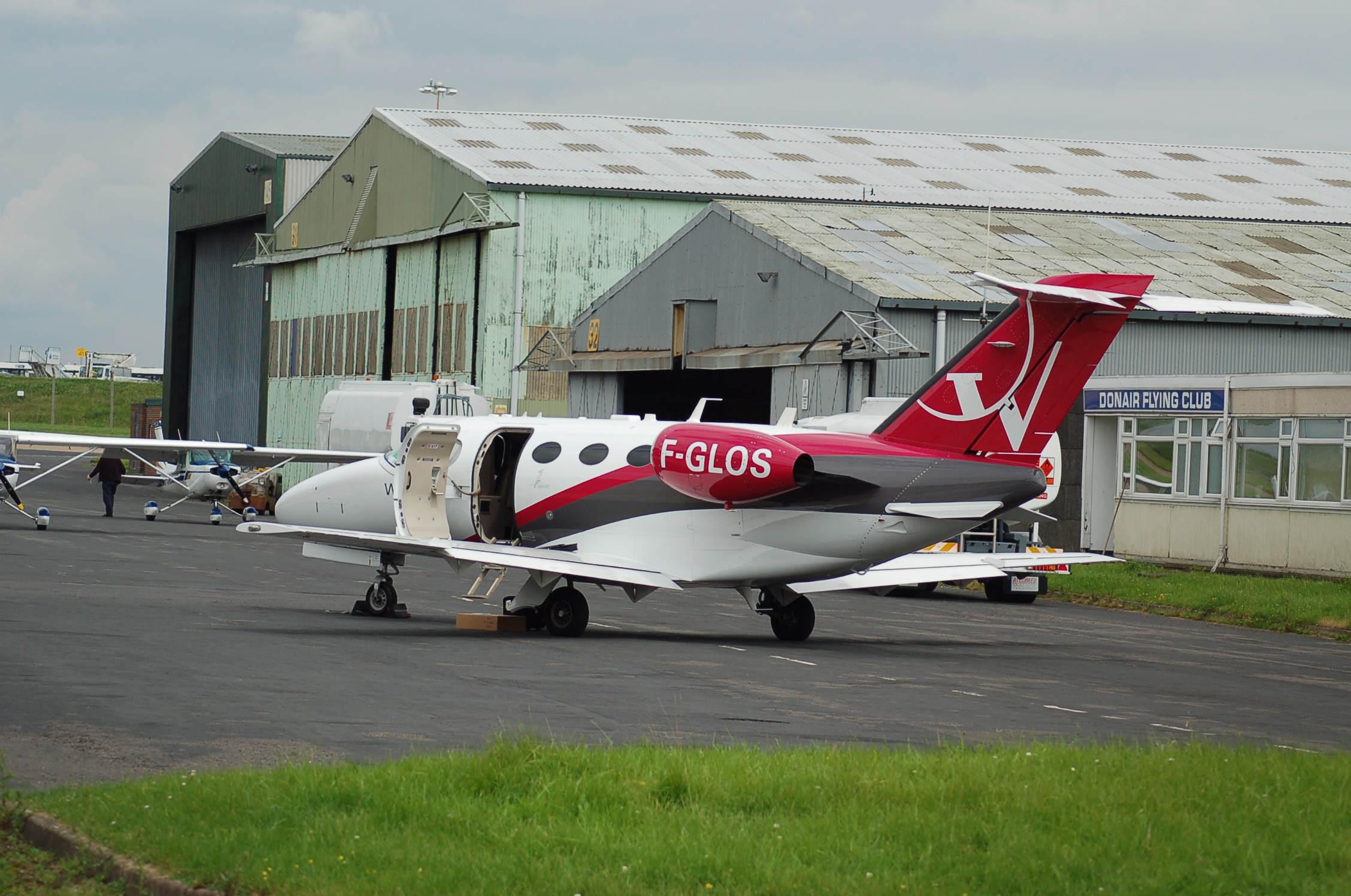

## Base
La flotte est basée sur les aéroports de Paris-Le Bourget.

## Partenariats
Sociétés partenaires de Wijet :
- CoJetage : commercialisation des places des vols à vide de Wijet[19]. Rachat du projet par Wijet en 2014 à la société GoProd d'Adrien Touati.
- Air France : transfert des passagers première classe des longs courriers Air France (depuis le 3 juillet 2014)[20],[21].